# Записки юного врача (телесериал)
«Записки юного врача» (англ. A Young Doctor's Notebook) — британский телесериал 2012 года производства телеканала Sky Arts с Дэниелом Рэдклиффом и Джоном Хэммом в главных ролях. Экранизация одноименного цикла рассказов Михаила Булгакова.

## Сюжет
Сюжет фильма в целом построен на рассказах из цикла «Записки юного врача». Молодой доктор Владимир Бомгард (Дэниел Рэдклифф), который только что отлично закончил мединститут, направлен в русскую глубинку, на дворе 1917 год. Помогать юному доктору будут строгая медсестра Анна (Вики Пеппердайн), молодая акушерка Пелагея (Рози Кавальеро) и жизнерадостный фельдшер Лукич (Адам Годли).
В фильме показаны эпизоды с девочкой, попавшей под мялку, роды у женщины с поперечным расположением плода (причём доктор не знает, что делать, потому бежит прямо с операции штудировать учебники), трахеотомия, а также эпизод с младенцем, которому доктор поставил диагноз опухоль глаза, а оказалось, что это просто гнойник.
Периодически молодого доктора посещает повзрослевший доктор (Джон Хэмм), тот, кем ему предстоит стать, и для которого встреча с «собой молодым» — единственное убежище от изнурительных допросов и обысков НКВД в 1934 году. В фильм включены сюжетные линии из других рассказов Булгакова, например, морфиновая зависимость из рассказа «Морфий».

## В ролях
| Актёр           | Роль                       |
| --------------- | -------------------------- |
| Джон Хэмм       | старый Владимир Бомгард    |
| Дэниел Рэдклифф | юный врач Владимир Бомгард |
| Рози Кавальеро  | акушерка Пелагея Ивановна  |
| Адам Годли      | фельдшер Демьян Лукич      |
| Вики Пеппердайн | медсестра Анна             |
| Шон Пай         | Егорыч сторож              |
| Тим Стид        | Кирилл сотрудник НКВД      |
| Майлз Джапп     | Пальчиков клерк            |

## Предыстория
Дэниэл Рэдклифф не раз признавался, что Михаил Булгаков — один из его любимых писателей. Во время московской презентации фильма «Женщина в чёрном» Дэниэл Рэдклифф даже посетил дом-музей Булгакова.
Презентация фильма произошла почти одновременно с выпуском в прокат другой британской экранизации произведения русской литературы — «Анны Карениной».

## Стиль фильма
Джон Хэмм попытался воссоздать на экране образ самого Булгакова, известный читателям по фотографиям. Взрослый доктор посещает молодого, который, естественно, абсолютно неопытен, к тому же ниже на целую голову.
Шрифт в титрах фильма представляет собой русифицированные буквы английского алфавита. Время от времени за кадром звучит русская народная музыка, «Калинка», а также отрывки из классических произведений Чайковского и Прокофьева.

## Телевизионные трансляции и DVD
В Великобритании первая серия вышла в эфир на телеканале Sky Arts 6 декабря 2012 года, а остальные серии были показаны с разницей в одну неделю.
В России мини-сериал был показан на телеканале РЕН ТВ. Также сериал будет транслироваться на телеканалах RTL Passion (Германия), Yes (Израиль), HBO Latin America. Права на международный показ принадлежат компании BBC Worldwide.
DVD с мини-сериалом «Записки юного врача» был выпущен в Великобритании 7 января 2013 года и рассчитан на регион 2.
В декабре 2013 года телеканал Sky Arts выпустил второй сезон мини-сериала, изменив название на «Записки юного врача и другие истории». Сюжет практически не затрагивает произведения Булгакова, а лишь завершает историю, больше основываясь на биографии самого Булгакова.